# Селище імені Морозова
імені Морозова (рос. имени Морозова) — міське селище у Всеволожському районі Ленінградської області Російської Федерації.
Населення становить 10 563 осіб. Належить до муніципального утворення Морозовське міське поселення.

## Історія
Від 1 серпня 1927 року належить до Ленінградської області.

## Населення
| 1920    | 1923    | 1926    | 1932    | 1933    | 1935    | 1939    |
| ------- | ------- | ------- | ------- | ------- | ------- | ------- |
| 4825    | ↘4568   | ↗4811   | ↗9400   | ↗9900   | ↘7000   | ↗10 783 |
| 1942    | 1945    | 1949    | 1959    | 1970    | 1979    | 1989    |
| ↘5082   | ↘3565   | ↗6226   | ↗8936   | ↗9560   | ↗11 104 | ↗12 347 |
| 1997    | 2002    | 2006    | 2009    | 2010    | 2012    | 2013    |
| ↘11 600 | ↘10 677 | ↘10 300 | ↘10 229 | ↗10 873 | ↗10 881 | ↘10 862 |
| 2014    | 2015    | 2016    | 2017    | 2018    | 2019    | 2020    |
| ↘10 835 | ↘10 712 | ↘10 656 | ↘10 573 | ↘10 570 | ↘10 569 | ↘10 563 |